# Azione nonviolenta
Azione nonviolenta è una rivista fondata a Perugia da Aldo Capitini nel 1964, come organo mensile del Movimento nonviolento il cui direttore responsabile è oggi Massimo Valpiana. 
La rivista nasce al servizio di un movimento che condanna la violenza e propone un metodo alternativo per la risoluzione dei conflitti e la liberazione da ogni forma di oppressione: il metodo, appunto, nonviolento e pacifista. Il giornale si propone di illustrare, dal punto di vista teorico, le ragioni del metodo nonviolento, le sue problematiche e la sua attuazione; si propone anche di informare e consigliare libri o articoli e di promuovere un dibattito, dialogando con i lettori.
Su Azione nonviolenta hanno scritto molte persone importanti del pensiero pacifista e nonviolento come Norberto Bobbio, Don Lorenzo Milani, Padre Ernesto Balducci, Giuliano Pontara, Danilo Dolci, Lanza del Vasto, Pietro Pinna, Nanni Salio, Sandro Canestrini e Alexander Langer.
Da allora esce regolarmente, ora è bimestrale, edita a Verona (dal 1982) dal Movimento Nonviolento, ed è un punto di riferimento per tutti i sostenitori della nonviolenza. Azione nonviolenta tratta le tematiche della nonviolenza in Italia e nel mondo con articoli di approfondimento dell'attualità e della teoria della nonviolenza e vengono mensilmente proposte le rubriche.
Negli anni la rivista ha anche ospitato rubriche fisse di associazioni, come la Campagna di obiezione alle spese militari e la Lega obiettori di coscienza, che avevano difficoltà a gestire in proprio un organo di informazione delle loro attività.
Oltre alla versione cartacea, la rivista esce anche in rete.
Assieme alla rivista mensile viene pubblicata la periodica collana dei "Quaderni di Azione nonviolenta", agili opuscoli che divulgano i testi fondamentali della letteratura e della tradizione nonviolenta (come quelli scritti ad esempio da Mahatma Gandhi, Lev Tolstoj, Martin Luther King).